# Microbates cinereiventris
El soterillo caricastaño (Microbates cinereiventris), también denominado soterillo carileonado (en Ecuador), soterillo caricafé (en Colombia, Panamá y Costa Rica), cazajején carirrufo (en Nicaragua), curruca rubicunda (en Colombia) o soterillo de cara leonada (en Perú), es una especie de ave paseriforme de la familia Polioptilidae, una de las dos pertenecientes al género Microbates. Es nativo de Centroamérica y del noroeste de Sudamérica.

## Distribución y hábitat
Se distribuye desde el suroeste de Nicaragua, por la pendiente caribeña de Costa Rica y Panamá, hasta el norte de Colombia, y por la pendiente del Pacífico desde el extremo oriental de Panamá, por el oeste de Colombia, hasta el suroeste de Ecuador; por la pendiente oriental de los Andes desde el extremo suroeste de Colombia, este de Ecuador, este de Perú, hasta el extremo noroeste de Bolivia (La Paz).
Esta especie es considerada poco común y local en su hábitat natural: el sotobosque de selvas húmedas, principalmente por debajo de los 1000 m de altitud.

## Sistemática

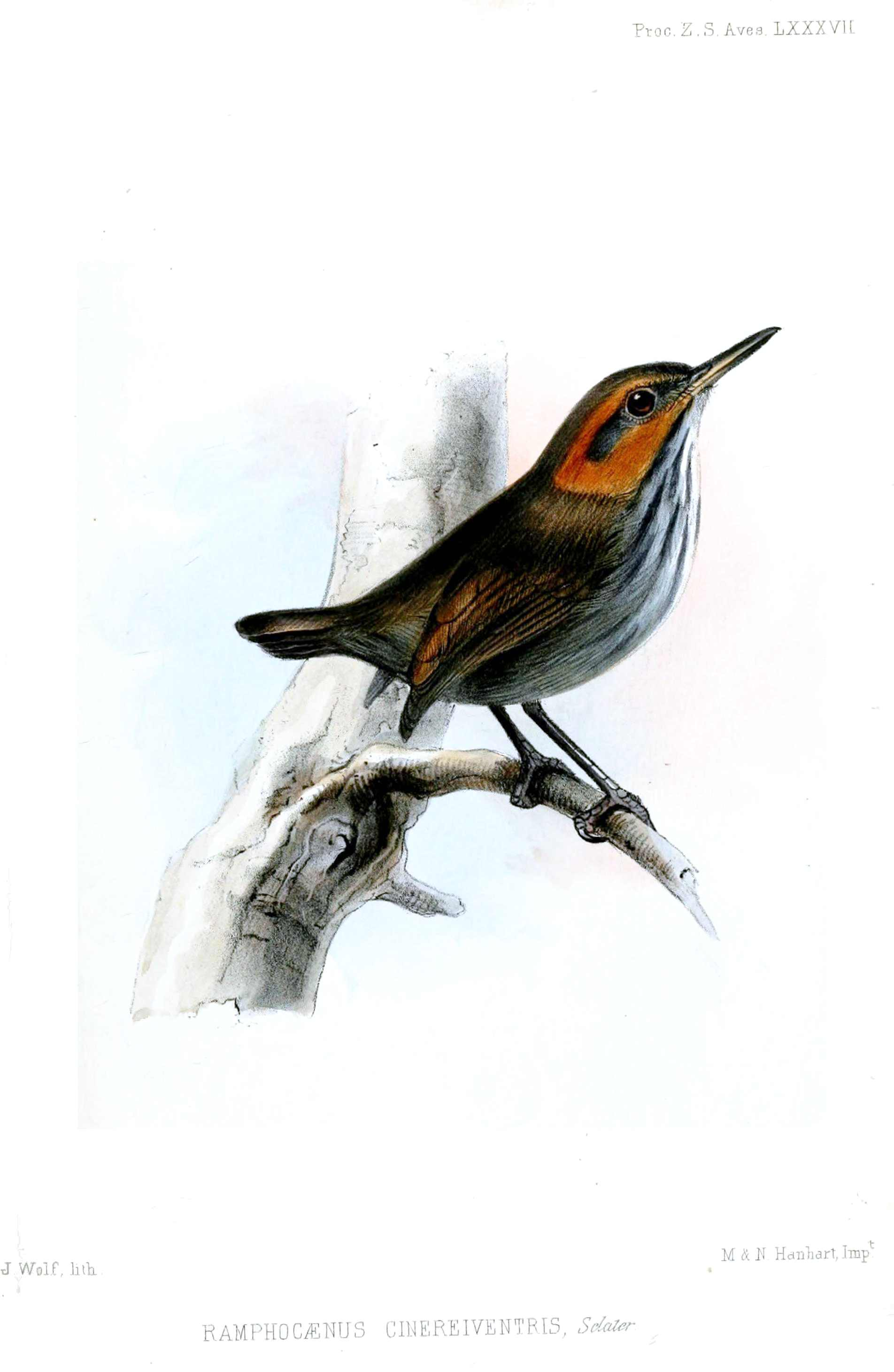
Ramphocaenus cinereiventris, ilustración de Wolf en Proceedings of the Zoological Society of London, 1854.

### Descripción original
La especie M. cinereiventris fue descrita por primera vez por el zoólogo británico Philip Lutley Sclater en 1855 bajo el nombre científico Ramphocaenus cinereiventris; su localidad tipo es: «″Pasto″ (Buenaventura), Colombia».

### Etimología
El nombre genérico masculino «Microbates» se compone de las palabras del griego «mikros»: ‘pequeño’, y «bates»: ‘caminador’; y el nombre de la especie «cinereiventris», se compone de las palabras del latín «cinereus»: ‘gris ceniza’ y «ventris, venter»: ‘vientre’.

### Taxonomía
Las formas descritas albapiculus, unicus y hormotus, son listadas por el Congreso Ornitológico Internacional (IOC) pero no por Clements/eBird.

### Subespecies
Según la clasificación Clements Checklist/eBird v.2021 se reconocen cuatro subespecies, con su correspondiente distribución geográfica:
- Microbates cinereiventris semitorquatus (Lawrence), 1862 – pendiente caribeña desde el sureste de Nicaragua al oeste de Panamá.
- Microbates cinereiventris magdalenae Chapman, 1915 – pendiente caribeña desde el este de Panamá hasta el norte de Colombia.
- Microbates cinereiventris cinereiventris (P.L. Sclater), 1855 – costa del Pacífico del oeste de Colombia al suroeste de Ecuador (Guayas).
- Microbates cinereiventris peruvianus Chapman, 1923 – desde el suroeste de Colombia (Nariño), a oriente de los Andes, este de Ecuador, hasta el sureste de Perú y noroeste de Bolivia.

Aparte de estas cuatro subespecies, el IOC lista otras tres:
- Microbates cinereiventris albapiculus Olson, 1980 – valle del Cauca ( norte de Colombia).
- Microbates cinereiventris unicus Olson, 1980 – centro de Colombia,
- Microbates cinereiventris hormotus Olson, 1980 – sur de Colombia, este de Ecuador y noreste de Perú.